# Gepunkteter Taghaft

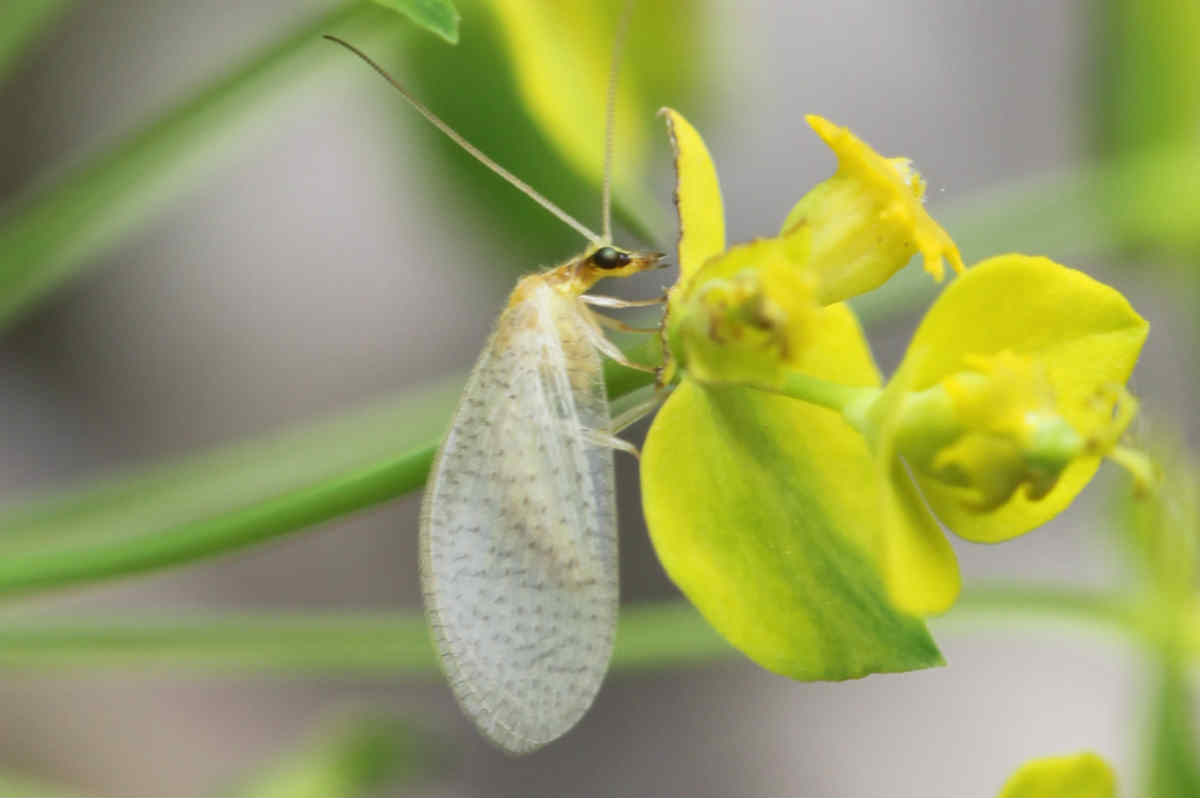
Gepunkteter Taghaft

Der Gepunktete Taghaft (Hemerobius micans), auch Buchen-Taghaft genannt, ist ein Netzflügler aus der Familie der Taghafte (Hemerobiidae).

## Merkmale
Die gelb gefärbten Taghafte erreichen eine Länge von etwa 10 mm. Ihre Flügeladern weisen dunkle strichförmige Abschnitte auf – im Gegensatz zu ähnlichen Netzflüglern, deren Adern lediglich gepunktet sind.

## Vorkommen
Die Art ist in Mittel- und Nordeuropa weit verbreitet. Sie ist auf den Britischen Inseln und in Fennoskandinavien vertreten. Im Süden reicht ihr Verbreitungsgebiet bis nach Italien und auf den Balkan. Auf der Iberischen Halbinsel fehlt sie dagegen.

## Lebensweise
Die tagaktiven Insekten fliegen im Sommerhalbjahr. Die Taghafte bevorzugen Laubwälder, insbesondere ältere Eichenbestände als Habitat. Man findet sie an zahlreichen Pflanzen, darunter an verschiedenen Weißdornarten, an Perückenstrauch (Cotinus coggygria), an Manna-Esche (Fraxinus ornus), an Europäischer Hopfenbuche (Ostrya carpinifolia), an Flaumeiche (Quercus pubescens) sowie an Steineiche (Quercus ilex).
Imagines als auch Nymphen leben räuberisch von Blattläusen wie der Fichtenröhrenlaus (Elatobium abietinum) sowie von Milben.